# Дрен
Дрен (болг. Дрен) — село в Перницькій області Болгарії. Входить до складу общини Радомир.

## Населення
За даними перепису населення 2011 року у селі проживали 1175 осіб.
Національний склад населення села:
| Національність   | Кількість осіб | Відсоток |
| ---------------- | -------------- | -------- |
| болгари          | 1094           | 97,6%    |
| турки            | 0              | 0%       |
| не визначились   | 23             | 2,1%     |
| Всього відповіли | 1121           |          |

Розподіл населення за віком у 2011 році:
Динаміка населення: